# Turbo C
Turbo C — интегрированная среда разработки и компилятор языка программирования Си от Borland. Впервые выпущен в 1987 году и отличался удобством своей интегрированной среды разработки, малым размером, очень быстрой компиляцией, всеобъемлющим руководством и низкой ценой.
В мае 1990 года Borland заменила Turbo C на Turbo C++. В 2006 году Borland вновь ввела наименование Turbo.

## История версий
- Версия 1.0, 13 мая 1987 года — появилась первая интегрированная среда правки-компиляции-исполнения для Си на компьютерах IBM PC. Программное обеспечение, которое, как и многие другие продукты Borland того времени, куплено у другой компании - в данном случае Wizard C Боба Джервиса[1]. Он занимал всего 384 килобайт памяти во время выполнения, позволял использовать ассемблерные вставки с полным доступом к символическим именам и структурам Си, поддерживал все модели памяти и предлагал оптимизацию скорости и размера, свёртывание констант и ликвидацию переходов[2].

- Версия 1.5, январь 1988 года — улучшенная версия по сравнению с версией 1.0. Включала больше примеров программ, улучшенную справку и исправления ошибок. Распространялась на пяти 360-килобайтных дискетах в виде несжатых файлов и шла с примерами Си-программ, включая урезанную электронную таблицу mcalc. В этой версии был введён заголовочный файл <conio.h> (который предоставлял быстрые, специфичные для ПК процедуры консольного ввода-вывода).

- Версия 2.0, 1989 год — релиз в США был в конце 1988 года и показал первую версию с «синим экраном», который будет характерен для всех будущих версий Borland для MS-DOS. В американском релизе не было Turbo Assembler и отдельного отладчика (они продавались в качестве отдельного продукта Turbo Assembler).[3] Эта версия Turbo C была также выпущена для Atari ST, но распространялась только в Германии.

Название «Turbo C» после версии 2.0 не использовалось, потому что с выпуском Turbo C++ 1.0 в 1990 году эти два продукта были объединены. Первый компилятор C++ был разработан по контракту с компанией в Сан-Диего и был одним из первых настоящих компиляторов языка C++ (долгое время большинство компиляторов C++ являлось не самостоятельными компиляторами, а надстройками над компиляторами языка Си). Следующая версия была названа Borland C++, чтобы подчеркнуть свой статус флагманского, и полностью переписана внутри фирмы, с Питером Куколем в качестве ведущего инженера. Наименование Turbo C++, в течение короткого времени не использовавшееся, в конце концов вновь появляется в Turbo C++ 3.0. Продукт версии 2.0 никогда не существовал в серии Turbo C++.

## Бесплатный релиз и легальное использование в образовании
В 2006 году преемником Borland, Embarcadero Technologies, компилятор Turbo C и MS-DOS-версии компиляторов Turbo C++ были повторно выпущены, но уже как бесплатное программное обеспечение.